# Ramón (cantante 1998)
Ramón Torres Andresen, noto semplicemente come Ramón (1998), è un cantante norvegese.

## Biografia
Ramón ha guadagnato popolarità dopo aver pubblicato l'EP Smile pent, stå i ro, classificatosi 2º nella VG-lista e certificato platino dalla IFPI Norge per le 20 000 unità equivalenti; il progetto contiene la traccia Smil pent, che ha raggiunto il podio della hit parade norvegese e che ha ricevuto la certificazione d'oro per i 30 000 esemplari accumulati.
Så klart det gjør vondt (2022), album in studio d'esordio del cantante, ha trascorso due settimane consecutive in cima alla classifica LP norvegese, si è portato a casa lo Spellemannprisen al video dell'anno e un disco di platino per aver superato la soglia delle 20 000 unità. Dal disco è stata estratta OK jeg lover (platino), che è rimasta al numero uno nella hit parade per tre settimane di fila, che ha infranto primati di streaming e che si è guadagnata la nomination per lo Spellemannprisen alla canzone dell'anno. Inoltre, l'LP gli ha fatto generare la candidatura per lo Spellemannprisen alla rivelazione dell'anno.
La raccolta Hver gang vi møtes 2024 (2024) include il brano di successo Wow.

## Discografia

### Album in studio
- 2022 – Så klart det gjør vondt
- 2024 – Torres Tivoli

### EP
- 2020 – Når er det over?
- 2020 – Hvis jeg våkner opp igjen
- 2021 – Smile pent, stå i ro

### Raccolte
- 2024 – Hver gang vi møtes 2024

### Singoli
- 2020 – Blå sommer
- 2020 – For alltid (feat. Victoria Nadine)
- 2020 – Han
- 2020 – Elsk meg (Samme hva) (feat. Maja Kalena)
- 2021 – Jeg vil bare danse igjen
- 2021 – Macho
- 2021 – Sint, såra & sykt sjalu
- 2022 – OK jeg lover
- 2022 – 17 mai
- 2022 – Leilo brenner (con Victor Leksell)
- 2022 – Jeg elsker deg, men
- 2023 – Tjueto
- 2023 – Tivoli
- 2023 – Marionett
- 2024 – Oops!
- 2024 – Henda i været (con Daniela Rathana)
- 2024 – Konfetti
- 2025 – Jeg holder pusten til du drar
- 2025 – Skjorte & slips